# Boekverbranding in nazi-Duitsland

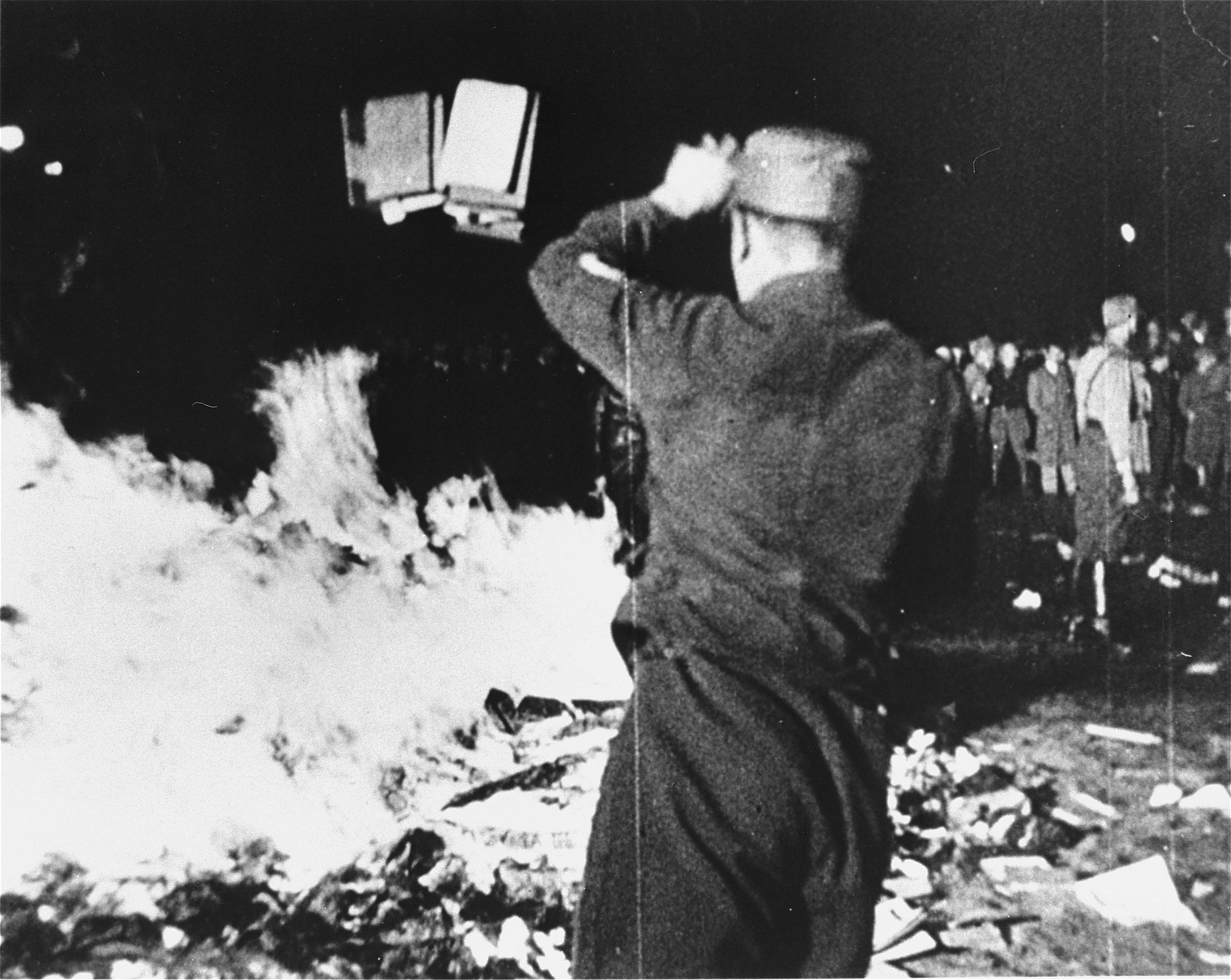
Boekverbranding in Berlijn, 10 mei 1933

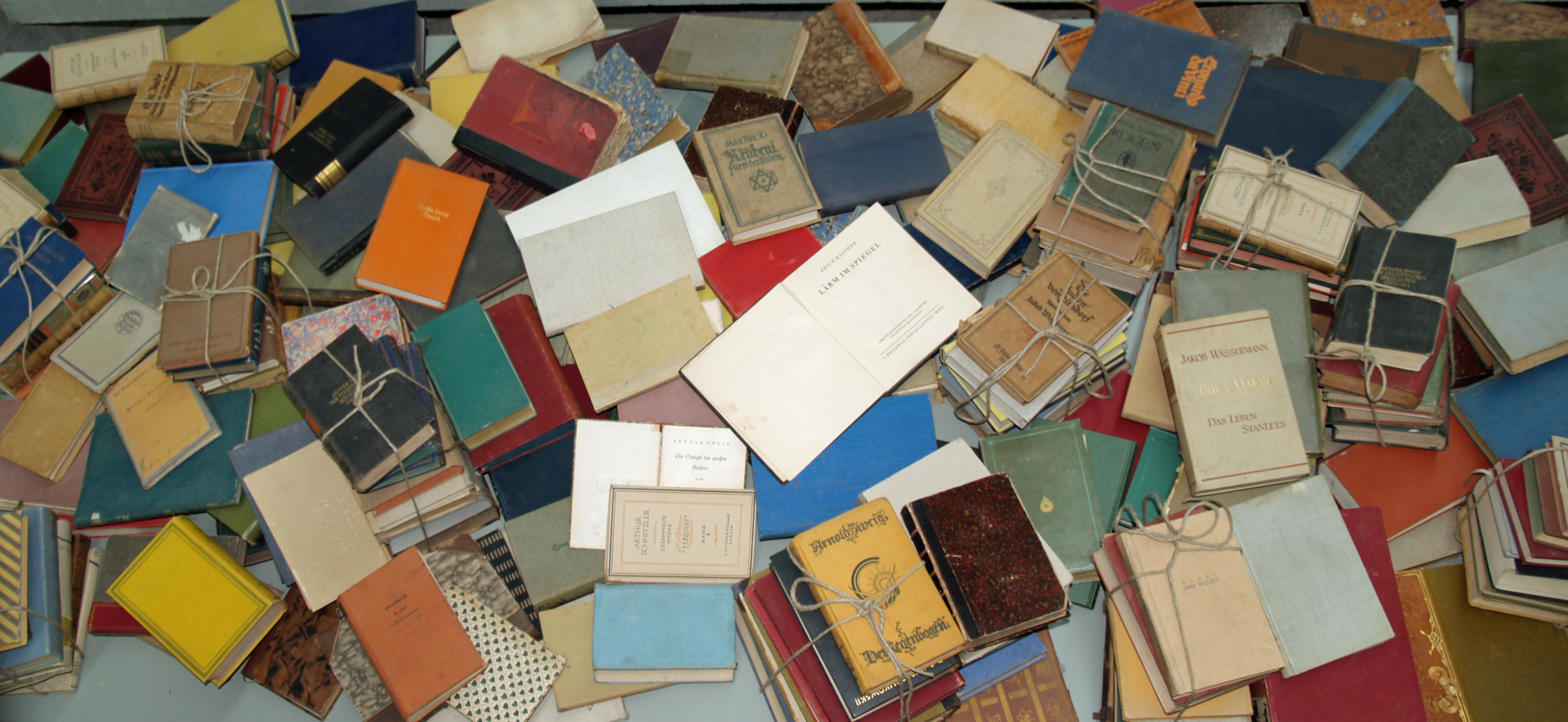
Voorbeelden van door de nazi's verbrande boeken te zien in Yad Vashem

De nazi-boekverbrandingen was een campagne van de Deutsche Studentenschaft (Duitse Studentenvakbond). In de jaren '30 van de twintigste eeuw werden in nazi-Duitsland en Oostenrijk boeken ceremonieel verbrand.
Het betrof boeken die door de nazi's werden gezien als boeken die de nazi-ideologie konden ondermijnen of waren geschreven door personen die behoorden tot ideologieën die antinazistisch waren. Boeken van onder andere Joodse, halfjoodse, communistische, socialistische, anarchistische, liberale, pacifistische en seksuologische auteurs. Als voorwendsel voor de boekverbrandingen werd het verbod op Schmutz und Schund-literatuur uit de Weimarrepubliek gebruikt. 
Aanvankelijk werden voornamelijk boeken van Karl Marx en de Duitse politicus Karl Kautsky verbrand. Later werden ook boeken van de Joodse Albert Einstein, de doofblinde Helen Keller en andere auteurs die werden gezien als onverenigbaar met de nazi-ideologie het doelwit van boekverbrandingen. Ook kwamen grootschalige boekverbrandingen voor in landen die bezet waren door nazi-Duitsland, zoals in Polen. Het verbranden van boeken wordt gezien als een vorm van culturele genocide.

## Campagne

### Aankondiging
Op 8 april 1933 riep het Hoofdbureau voor Pers en Propaganda van de Duitse Studentenvakbond (DSt) een landelijke "Actie tegen de On-Duitse Geest" uit. Dit mondde uiteindelijk uit in een "Säuberung" (zuivering) in de vorm van boekverbrandingen.
Volgens historicus Karl Dietrich Bracher:
De uitsluiting van "linkse", democratische en joodse literatuur had voorrang op al het andere. De zwarte lijsten (...) varieerden van Bebel, Bernstein, Preuss en Rathenau via Einstein, Freud, Brecht, Brod, Döblin, Kaiser, de gebroeders Mann, Zweig, Plievier, Ossietzky, Remarque, Schnitzler en Tucholsky, tot Barlach, Bergengruen, Broch, Hoffmannsthal, Kästner, Kasack, Kesten, Kraus, Lasker-Schüler, Unruh, Werfel, Zuckmayer en Hesse . De catalogus ging ver genoeg terug om literatuur van Heine en Marx tot Kafka op te nemen.

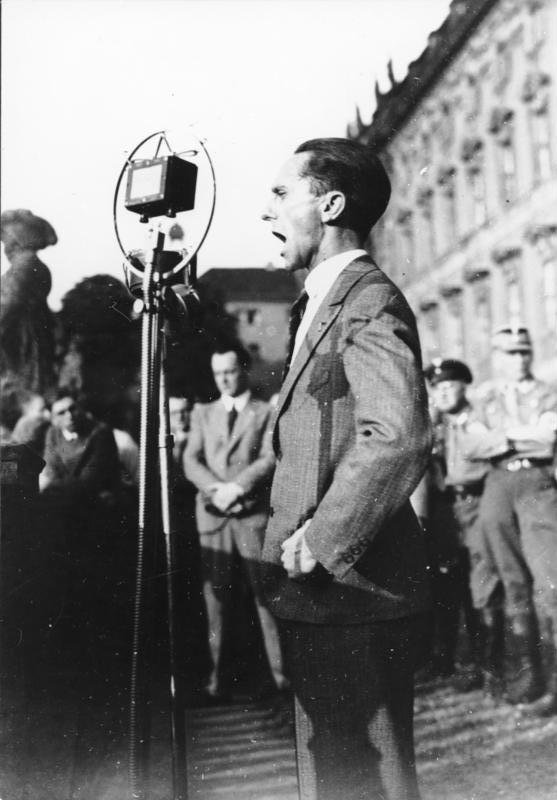
Goebbels spreekt tijdens een politieke bijeenkomst tegen de Conferentie van Lausanne (1932)

Lokale afdelingen voorzagen de lokale pers van persberichten en artikelen, sponsorden bekende nazi's zodat zij op openbare bijeenkomsten konden spreken en onderhandelden over radio-uitzendtijd. 
De DSt had contact opgenomen met een ambtenaar van het Ministerie van Propaganda om steun te vragen voor hun campagne. Het plan was om Minister van Propaganda Joseph Goebbels te laten spreken op een evenement in Berlijn.
Goebbels had als student meerdere Joodse professoren gehad en hen in het verleden, ondanks zijn openlijke antisemitisme, geprezen. Hij was bang dat zijn opmerkingen zouden worden ontdekt door zijn vijanden. Om die reden ging hij pas op het laatste moment formeel in op de uitnodiging, ondanks dat hij op de openbare aankondiging was vermeld.
Op 8 april 1933 publiceerde de studentenvakbond de "Twaalf Stellingen". De naam was een verwijzing naar twee historische gebeurtenissen in Duitsland. De eerste was een gebeurtenis in 1520 waar Maarten Luther een pauselijke bul verbrandde toen hij zijn vijfennegentig stellingen plaatste. De tweede historische gebeurtenis was een verbranding van een aantal voorwerpen, waaronder 11 boeken, tijdens het Wartburg-festival in 1817.
De vergelijking met deze twee historische gebeurtenissen hield echter geen steek, aangezien het geen daden van censuur of vernieling waren. Het waren beide symbolische protesten waarbij het niet ging om het onderdrukken van de inhoud van de boeken of documenten. De studentenvakbond had een lijst opgesteld van ongeveer 4000 verboden titels en zij verbrandden ruim 25.000 boeken.
De "Twaalf Stellingen" riepen op tot een "zuivere" nationale taal en cultuur.
De stellingen werden gepubliceerd op aanplakbiljetten. Hierin werd het "joodse intellectualisme" aangevallen en werd de noodzaak tot het zuiveren van de Duitse taal en literatuur benadrukt. Er werd geëist dat universiteiten centra van Duits nationalisme zouden worden. De actie werd omgeschreven als een "reactie op een wereldwijde joodse lastercampagne tegen Duitsland en een bevestiging van traditionele Duitse waarden".

### De start van de verbranding

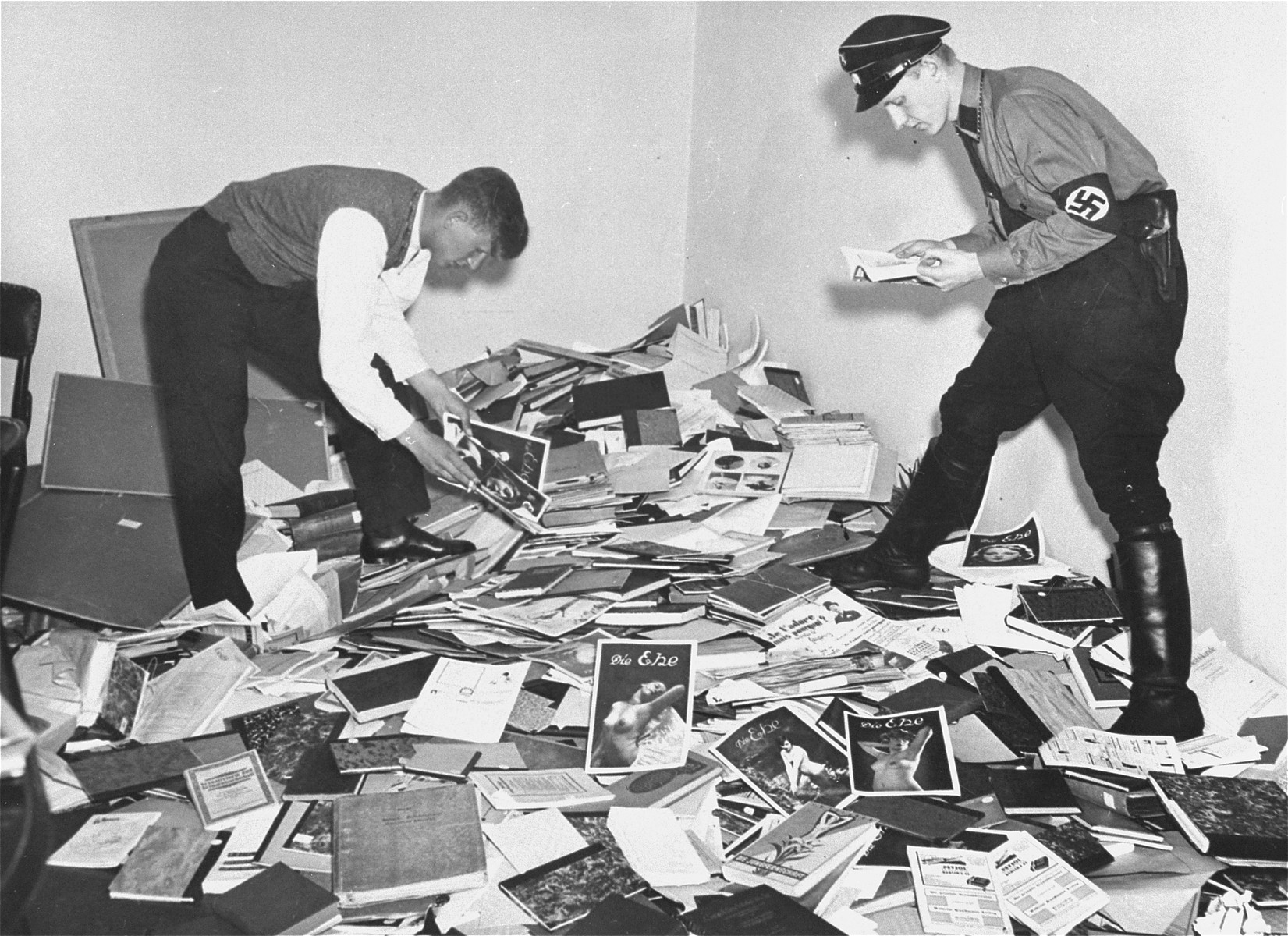
Duitse studenten en nazi-SA-leden plunderen de bibliotheek van Dr. Magnus Hirschfeld, directeur van het Instituut voor Seksueel Onderzoek in Berlijn

De eerste grote verbranding vond plaats op 6 mei 1933. Het Institut für Sexualwissenschaft (Instituut voor Seksuele Wetenschap) van dr. Magnus Hirschfeld werd door Duitse studenten en SA-leden binnengevallen. De bibliotheek en de archieven met ongeveer 20.000 boeken en tijdschriften werd doorzocht en op straat verbrand.
De collectie van het instituut bevatte unieke werken over interseksualiteit, homoseksualiteit en transgenderonderwerpen.
Tot 2024 meende men dat de Duitse Dora Richter, de eerste transvrouw waarvan bekend is dat ze een succesvolle geslachtsveranderende operatie heeft ondergaan, tijdens deze aanval mogelijk om het leven was gekomen. Recenter concludeerde onderzoek echter dat Richter de Oorlog overleefd had en in 1966 overleed.
Op 10 mei 1933 werden meer dan 25.000 "on-Duitse" boeken verbrand op het plein van de Staatsopera in Berlijn. Hiermee werd een tijdperk van compromisloze staatscensuur aangekondigd.
In andere universiteitssteden werden optochten georganiseerd door nationalistische studenten. Zij riepen hoge nazi-functionarissen, professoren, rectoren en studentenleiders op om de toeschouwers toe te spreken. Verboden boeken die waren geplunderd werden op grote vreugdevuren gegooid. In Berlijn luisterden zo'n 40.000 mensen naar een toespraak van Joseph Goebbels waarin hij zijn afkeer van decadentie en morele corruptie uitsprak. In zijn toespraak, die ook op de radio werd uitgezonden, noemde Goebbels de auteurs van wie de boeken werden verbrand onder andere 'intellectueel vuil'.

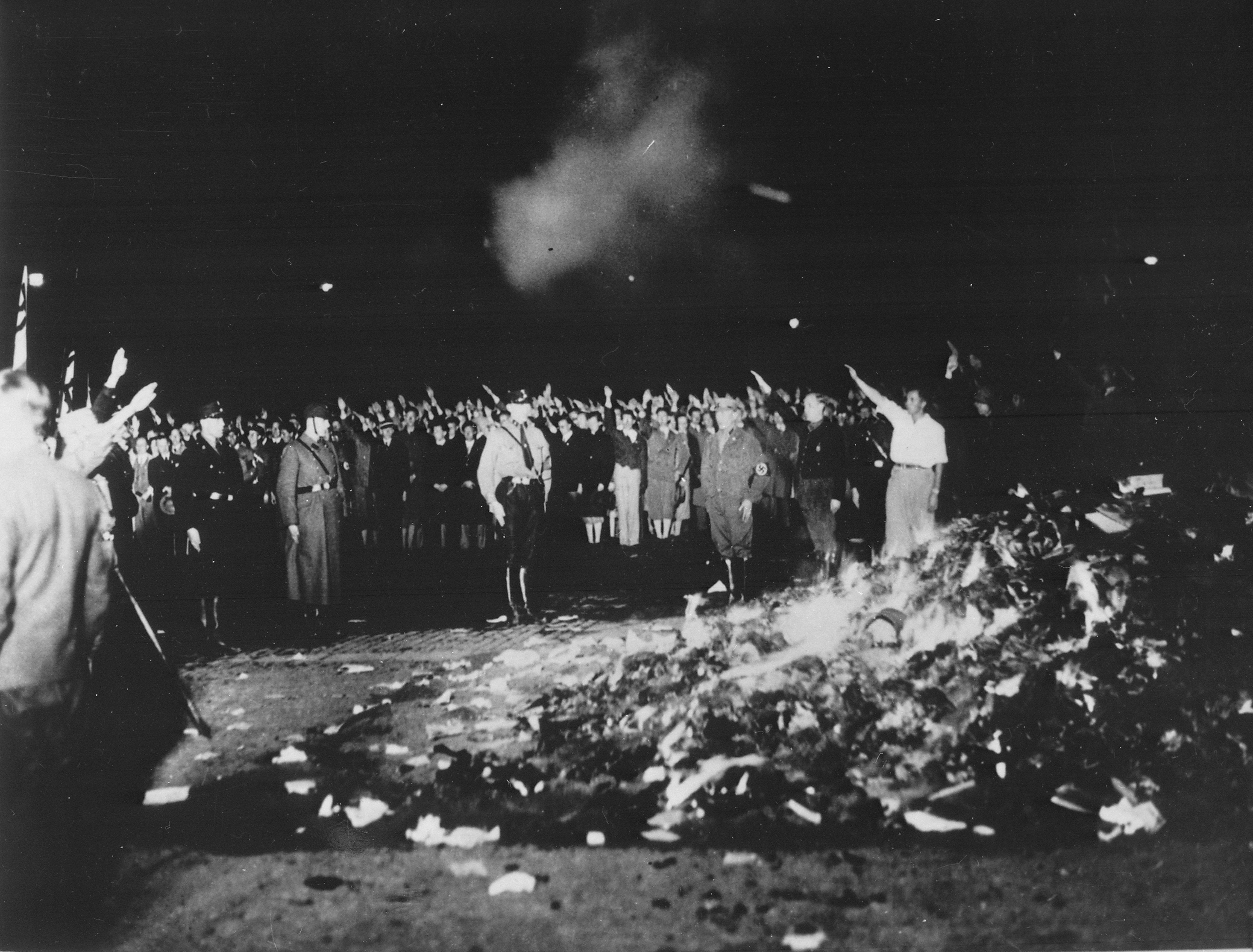
Opernplatz, boekverbrandingen in Berlijn

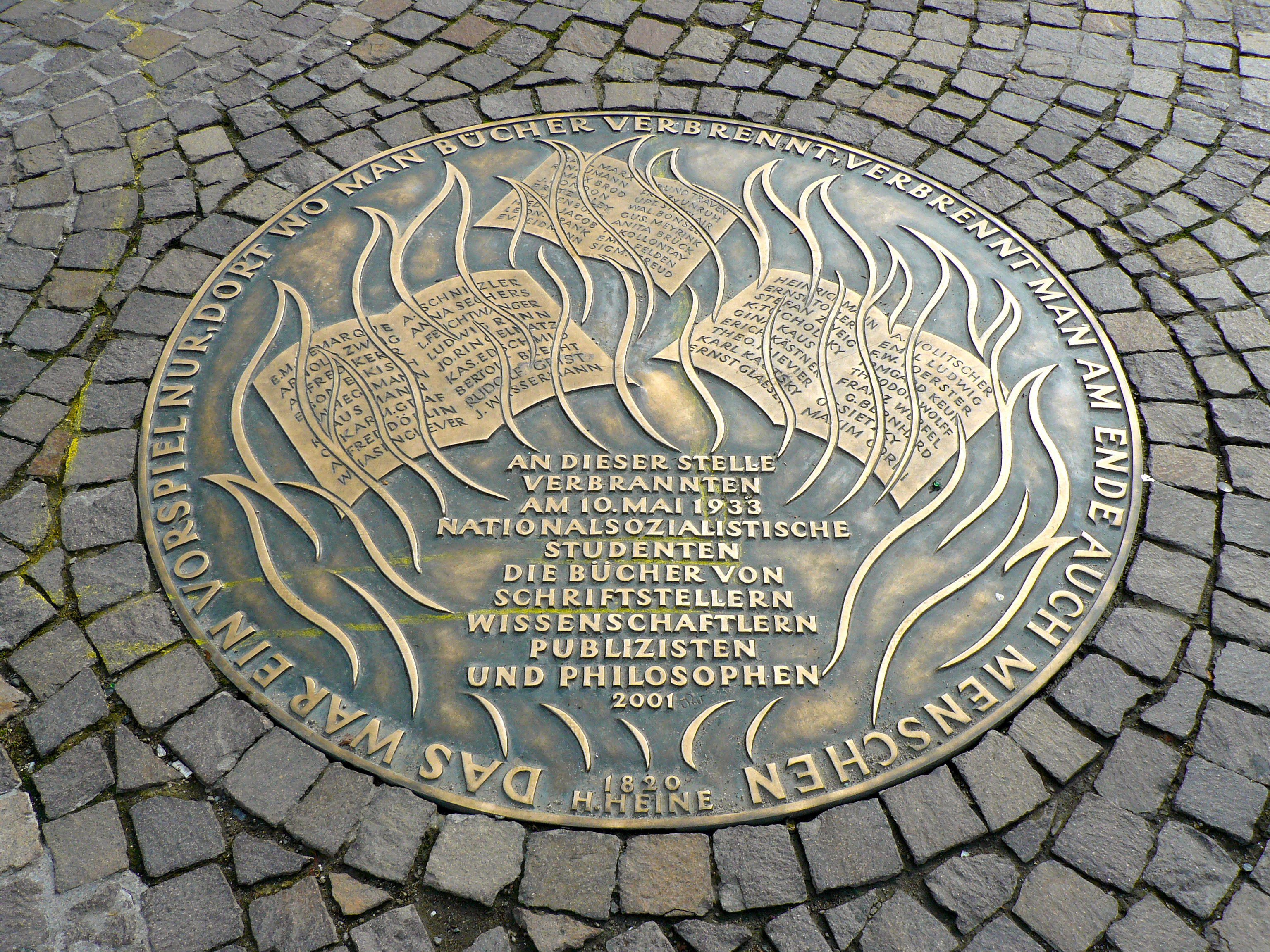
Gedenkteken voor boekverbranding in 1933; op de grond van het Römerberg-plein voor het stadhuis van Frankfurt, Hessen, Duitsland

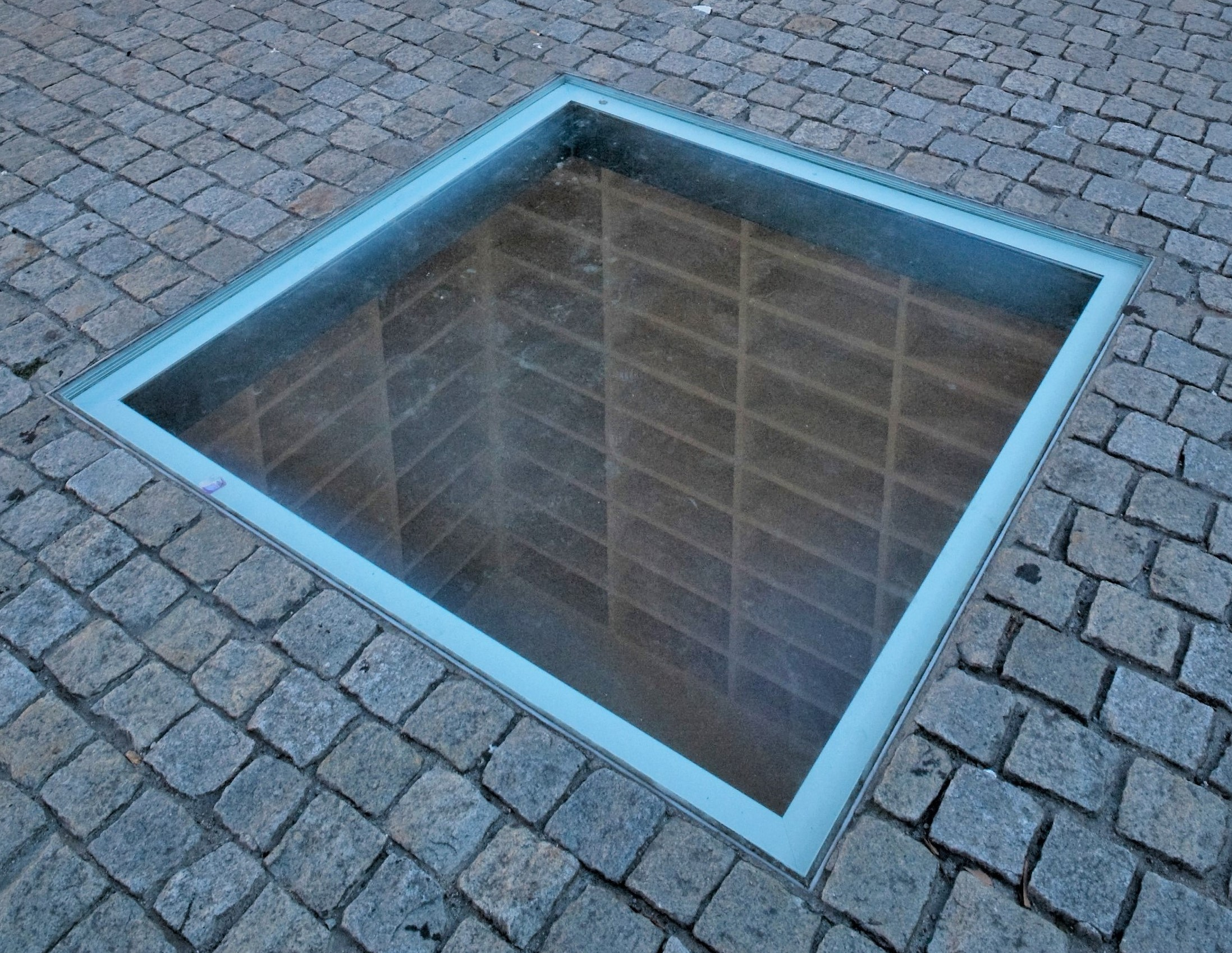
De Lege Bibliotheek aan de Bebelplatz (voormalige Opernplatz) in Berlijn, ontworpen door Micha Ullman

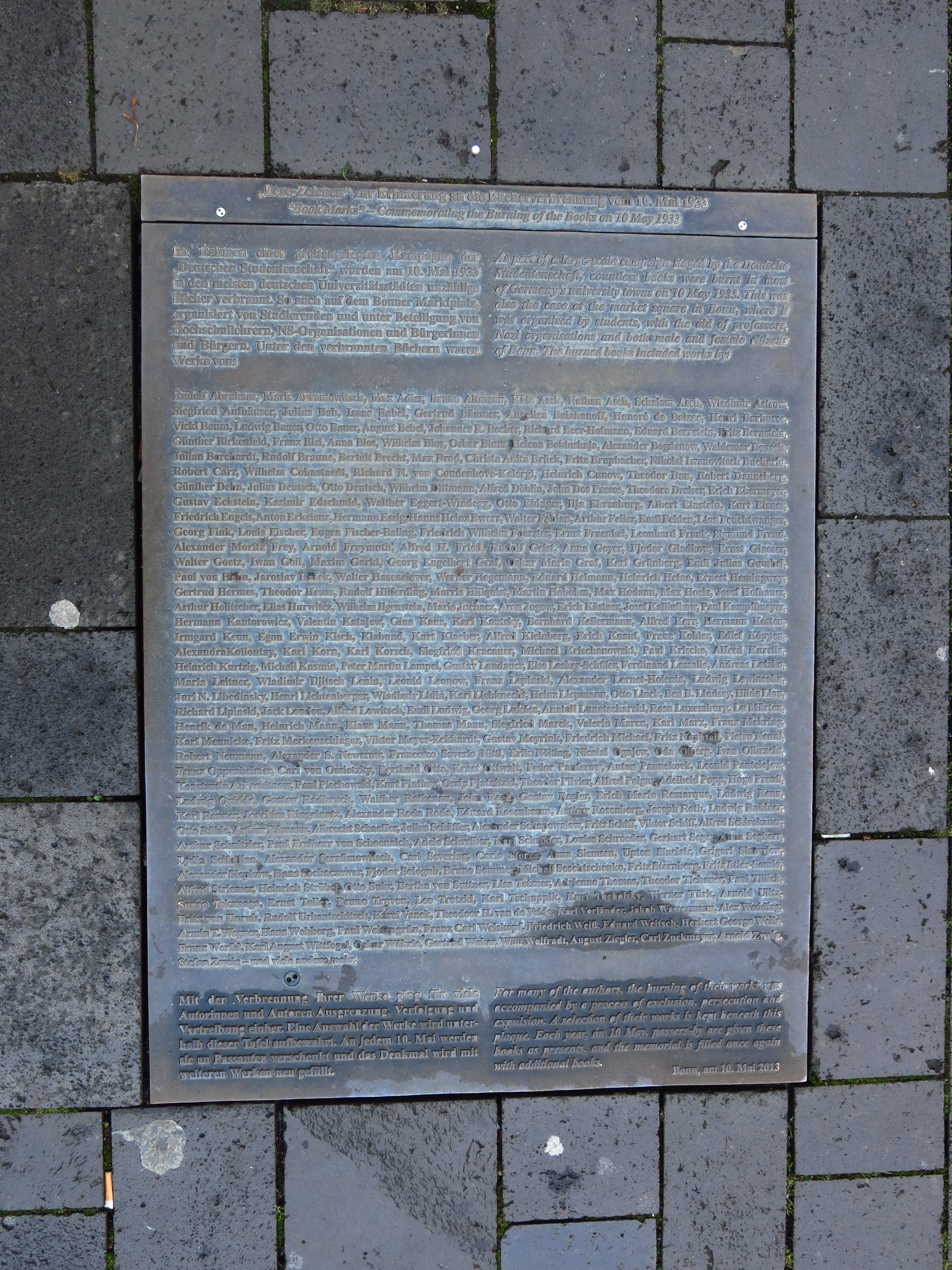
"Lese-Zeichen" ("Bladwijzers"), ter herdenking van de verbranding van de boeken op 10 mei 1933 op de markt van Bonn

Vanwege de regen werden een aantal geplande boekverbrandingen verplaatst naar andere dagen. In sommige gemeentes werden de boekverbrandingen op 21 juni, de dag van de zomerzonnewende, gehouden. In totaal werden er in 34 universiteitssteden boekverbrandingen georganiseerd en kreeg het veel aandacht van de media. Vanuit Berlijn werden de toespraken live in radio-uitzendingen uitgezonden.
Veel Duitse studenten waren medeplichtig aan de boekverbrandingscampagne van de nazi's. Nadat eigen bibliotheken geplunderd waren, gingen zij over tot het plunderen van onafhankelijke boekwinkels. Bibliotheken werd gevraagd hun planken te vullen met materiaal dat voldeed aan de normen van Hitler, en alles te vernietigen dat niet voldeed.

### Culturele genocide in bezette gebieden
In het door nazi-Duitsland bezette Polen werd ongeveer 80% van alle schoolboeken en driekwart van de boeken uit wetenschappelijke bibliotheken verbrand.
Van Joodse gemeenschappen uit Oost-Europa werden boeken in beslag genomen. Een aantal oude en zeldzame boeken zouden moeten dienen als historische relieken nadat de Endlösung met succes was afgerond.